# Parepa-Rușani, Prahova
Parepa-Rușani este un sat în comuna Colceag din județul Prahova, Muntenia, România. La recensământul din 2002 avea o populație de 1.162 locuitori.